# Eulophus agathyllus
Eulophus agathyllus är en stekelart som beskrevs av Walker 1846. Eulophus agathyllus ingår i släktet Eulophus och familjen finglanssteklar. Inga underarter finns listade i Catalogue of Life.